# アシドマイクロビウム属
アシドマイクロビウム属（Acidimicrobium）とは放線菌門アシディミクロビウム綱Acidimicrobiales目の属の一つである。この属には現在、A. ferrooxidans のみが登録されている。